# レフシェッツ超平面定理
数学では、特に代数幾何学や代数トポロジーでは、レフシェッツの超平面定理(Lefschetz hyperplane theorem)は、代数多様体の形と部分多様体の形の間のある関係についてのステートメントであり、この定理は、射影空間に埋め込まれた多様体 X と超平面切断(hyperplane section) Y に対し、X のホモロジー、コホモロジー、ホモトピー群は、Y のそれらをも決定するという定理である。この種類の結果は、最初に複素代数多様体のホモロジー群に対し、ソロモン・レフシェッツ(Solomon Lefschetz)により言明された。同様の結果が、正の標数でも、他のホモロジー、コホモロジー理論で、ホモトピー群に対して発見されている。なお、レフシェッツ超平面定理のことを弱レフシェッツ定理(Weak Lefschetz Theorem)とも言う。

## 複素射影多様体のレフシェッツ超平面定理
X を CPN 内の n 次元複素射影代数多様体とし、Y を 
U = X ∖ Y が滑らかなであるような X の超平面切断とする。 レフシェッツの定理は、次のステートメントがどれも成り立つという定理である。
1. 特異ホモロジーの自然な写像

Hk(Y, Z) → Hk(X, Z) は、
k < n − 1 に対しては同型であり、
k = n − 1 に対しては全射である。
1. 特異コホモロジーの自然な写像

Hk(X, Z) → Hk(Y, Z) は、
k < n − 1 に対しては同型であり、
k = n − 1 に対しては単射である。
1. 自然な写像

πk(Y, Z) → πk(X, Z) は、
k < n − 1 に対しては同型であり、
k = n − 1 に対しては全射である。
長完全系列を用い、これらのステートメントの各々がある相対不変量の消滅定理に同値であることを示すことができる。このための消滅定理は順に以下である。
1. 相対特異ホモロジー群

Hk(X, Y, Z) は、{\displaystyle k\leq n-1} に対して 0 である。
1. 相対特異コホモロジー群

Hk(X, Y, Z) は、{\displaystyle k\leq n-1} に対して 0 である。
1. 相対ホモトピー群

πk(X, Y) は、{\displaystyle k\leq n-1} に対して 0 である。

### レフシェッツの証明
レフシェッツ(Lefschetz) は、定理を証明するため、彼のアイデアであるレフシェッツペンシル(Lefschetz pencil)を使った。超平面切断 Y を単独で考えるというよりむしろ、超平面切断の族 Yt の中での超平面切断は 
Y = Y0 として考えに入れた。元の超平面切断は滑らかであるので、有限個を除きすべての Yt は滑らかな多様体である。これらの点を t-平面から取り除き、有限個のスリットを加えることで、結果として現れる超平面切断 X は、位相的に自明となる。すなわち、元の Yt と t-平面の開集合の積となっている。従って、X はどれくらい超平面切断が特異点でスリットと同一視できるかを表していると理解することができる。特異点から離れると、同一視することができることが帰納的に示すことができる。特異点では、モースの補題(Morse lemma)は、特別単純な形の X の座標系を選択することができることを意味している。この座標系は直接定理を証明することに使うことができる。

### アンドレオッティとフランケルの証明
アンドレオッティ(Andreotti)とフランケル(Frankel) は、レフシェッツの定理がモース理論を使い再記述できることを認めた。そこでは、パラメータ t がモース函数の役割を果たす。このアプローチでの基本的なツールは、アンドレオッティ・フランケルの定理(Andreotti–Frankel theorem)で、この定理は複素次元 n の（従って実次元 2n）の複素アフィン多様体は、（実）次元 n のCW複体(CW-complex)のホモトピー型を持つ。このことは、X の中の Y の相対ホモロジー(relative homology)群が、次数 n 以下で自明となることを意味する。従って、相対ホモロジーの長完全系列がこの定理を与える。

### トムとボットの証明
レフシェッツの証明モアンドレオッティとフランケルの証明も、ホモトピー群のレフシェッツ超平面定理を直接証明したものではない。1957年になりトムによりへっけんされたアプローチは、1959年にボットにより単純化され出版された。トムとボットは、Y をラインバンドルの X の中での切断の軌跡と解釈する。モース理論のこのことへの応用は、X は n 次元以上の胞体(cell)を結合することで Y から構成することができる。このことから、X 内の Y の相対ホモロジー群とホモトピー群が次数 n とそれより大きな次数へ集中し、これが定理を証明することを意味する。

### ホッジ群に対する小平とスペンサーの証明
小平とスペンサー(Spencer)は、ある制限の下に、ホッジ群 Hp,q に対するレフシェッツ定理を証明することができることを発見した。特に、Y が滑らかでラインバンドル {\displaystyle {\mathcal {O}}_{X}(Y)} が豊富であると仮定すると、制限写像 
Hp,q(X) → Hp,q(Y) は p + q < n − 1 に対し同型となり、
p + q = n − 1 に対し全射となる。 ホッジ理論により、これらのコホモロジー群は、層コホモロジー群 {\displaystyle H^{q}(X,\textstyle \bigwedge ^{p}\Omega _{X})} と {\displaystyle H^{q}(Y,\textstyle \bigwedge ^{p}\Omega _{Y})} に等しくなる。従って、定理は、秋月・中野の消滅定理(Akizuki–Nakano vanishing theorem)を {\displaystyle H^{q}(X,\textstyle \bigwedge ^{p}\Omega _{X}|_{Y})} へ適用し、長完全系列を使うことで得られる。
この証明と普遍係数定理を結合して、標数 0 の任意の体に係数を持つコホモロジーについての通常のレフシェッツの定理をほぼ得ることができる。しかしながら、Y に付け足した仮定にために、少し弱くなっている。

### 構成層に対するアルティンとグロタンディークの証明
ミハイル・アルティン(Michael Artin)とアレクサンドル・グロタンディーク(Alexander Grothendieck)は、レフシェッツ超平面定理が、コホモロジーの係数が体ではなく、構成層(constructible sheaf)の場合へ一般化されることを発見した。彼らは、アフィン多様体 U の上の構成層 F に対し、コホモロジー群 Hk(U, F) が k > n のときはいつも 0 となることを証明した。

## 他のコホモロジー論でのレフシェッツ定理
アルティンとグロタンディークが構成層に対して証明したことの背後の動機は、エタールコホモロジー {\displaystyle \ell }-進コホモロジーでの設定へ適用することができるような証明を与えることであった。構成層に対してある制限を付けた上で、正の標数での構成層に対しレフシェッツの定理が成立する。
定理は交叉ホモロジー(intersection homology)へも一般化できる。この設定では定義は、高い特異性を持つ空間にたいしても定理が成り立つ。
レフシェッツタイプの定理はピカール群に対しても成り立つ。

## 強レフシェッツ定理
X を {\displaystyle \mathbb {C} \mathbb {P} ^{N}} の中にある n-次元非特異複素射影多様体とすると、X のコホモロジー環の中で、超平面のコホモロジー類の k 重積は、
{\displaystyle H^{n-k}}
と
{\displaystyle H^{n+k}}
の同型を与える。
このことを強レフシェッツ定理(hard Lefschetz theorem)と言い、グロタンディークによりフランス語でより口語的に Théorème de Lefschetz vache と命名された。 このことは直ちに、レフシェッツの超平面定理の単射性の部分を意味する。
強レフシェッツ定理は、実際、任意のコンパクトケーラー多様体に対して成り立ち、ケーラー形式のクラスのべきをかけたド・ラームコホモロジーで同型を与える。非ケーラー多様体に対しては、この定理は成立しない。例えば、ホップ曲面(Hopf surface)は、第二コホモロジー群が消滅するので、超平面切断の第二コホモロジー類の類似は存在しない。
強レフシェッツ定理は、有限体上の滑らかな射影多様体のl-進コホモロジーに対し、ヴェイユ予想の仕事の結果として証明された。Deligne (1980)